# Strljanica
Dani kosidbe na Kupresu ili narodski Strljanica je tradicijska manifestacija na Kupresu. Odavna je to značajan i prepoznatljiv društveni i kulturni događaj na Kupresu. Baštini višestoljetni kontinuitet održavanja.
Prema nekim izvorima, održava se od 1687. godine. Strljanica je bilo masovno narodno okupljanje. Na njemu su se “zgledale” djevojke, a obrtnici su pripremali oruđa potrebna za košenje da bi ih mogli prodati. Stolari, kovači i trgovci prodavali su kose, kosišta, klepce, bavke, brusove, grablje, vile i ostalo. Izložena oruđa kupci su htjeli iskušati. Isprobavanje je preraslo u natjecanje. Cijenila se brzina, širina i urednost otkosa. Najbolji je kosac proglašavan je “kosbašom”. Na Kupresu je biti kosbaša bila najveća čast i ugled, sve do polovine 20. stoljeća, pa i još neko vrijeme. Sijeno je bilo neophodno za prehranu stoke u dugim i surovim kupreškim zimama, pa je koševina i spremanje sijena bila najznačajnija i za opstanak presudna aktivnost. Zato su najbolji kosci i imali ugled, a posebno se slavilo rođenje muškog djeteta jer je rođen budući kosac. Među mnogim pobjednicima, pripovijedanje gorštaka ističe dvojicu neprikosnovenih, Đuru Bratića iz Kudilja i Stipu Ćurkovića poznatog kao Rade Sokolov. Od davnih vremena se na ovim livadama uz kosidbu natjecalo u tradicijskim športovima: pješačke trke, bacanje kamena s ramena, konjske trke, skok udalj ‘s mista’, a potom je pridodano i povlačenje konopa.
Danas privlači na tisuće posjetitelja, a zbog masovnosti, atraktivnosti i raznovrsnosti sadržaja, manifestacija je pečat početka ljetne turističke sezone u Kupresu i širem okruženju. Posebno je jedinstveno Viteško natjecanje kosaca. Natjecanje u košnji trave ručno izrađenom kosom, kao jedinstvenom izrazu nematerijalne kulturne baštine na ovim prostorima, ali i u drugim tradicijskim umjetnostima, zanatima i športskim vještinama, u svezi s etnografijom kupreškoga kraja. 2000-ih manifestacija je proširena velikim Međunarodnim festivalom, s certifikatom i znakom CIOFF. Projektu je dao međunarodnu važnost, što je nagrađeno 2015. i 2016. visokim pokroviteljstvom UNESCO-a, kao „Primjer dobre prakse“. U prosincu 2020. javljeno je kako je Strljanica stavljena na UNESCO-ov popis nematerijalne svjetske baštine.